# Serapista serrata
Serapista serrata là một loài ong trong họ Megachilidae. Loài này được Friese miêu tả khoa học đầu tiên năm 1922.